# Rano Kau
Rano Kau je 324 metrů vysoká vyhaslá sopka tvořící jihozápadní část Velikonočního ostrova, chilského ostrova v Tichém oceánu.
Kráter sopky je rozlohou největším z kráterů, nalézajících se na ostrově. Rano Kau je součástí světového dědictví UNESCO a je jednou ze sedmi částí Národního parku Rapa Nui.

## Geografie a geologie kráteru

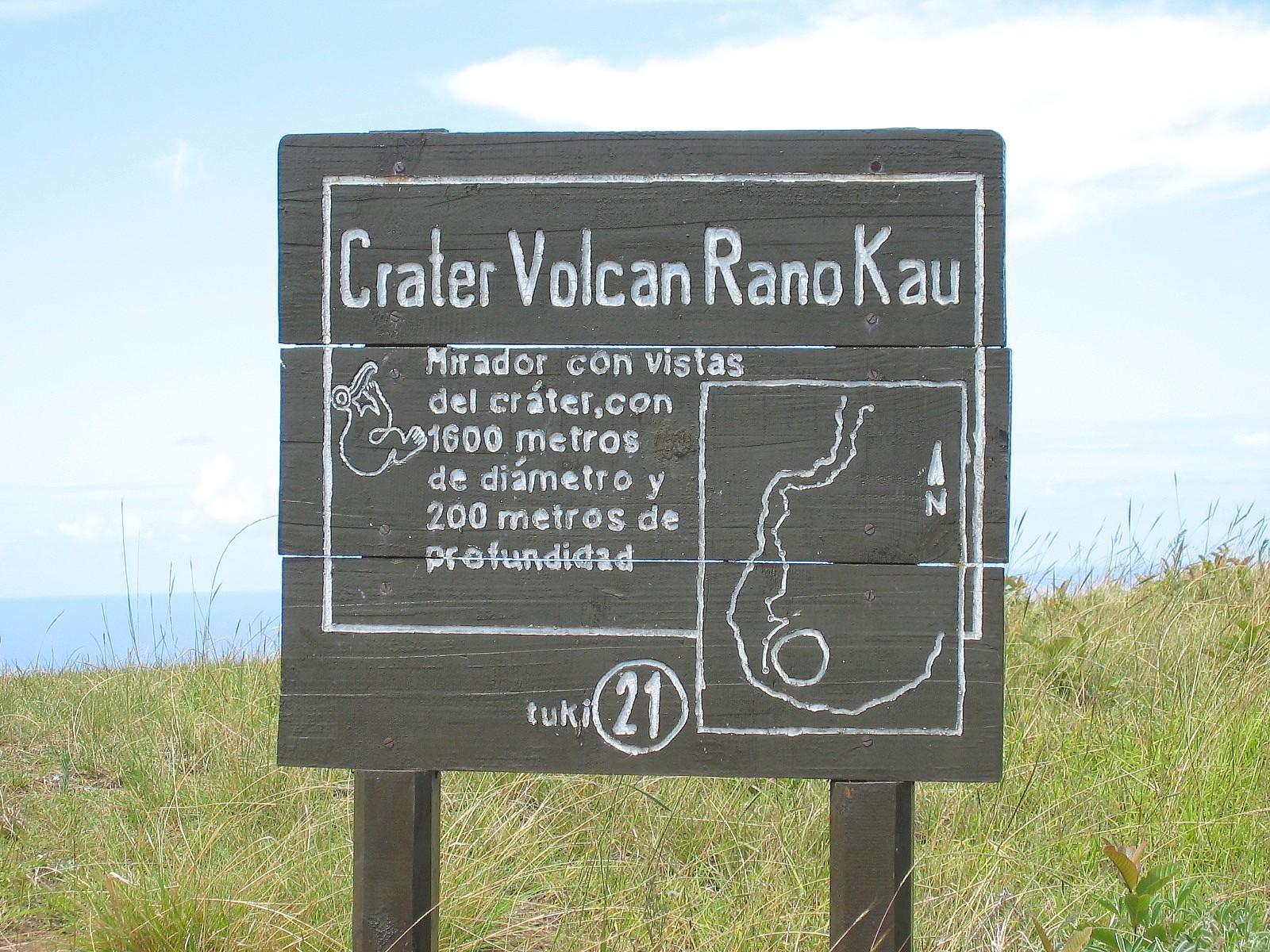
Informační tabule před kráterem Rano Kau

Kráter má průměr 1600 metrů a hloubku cca 200 m. Stěny kráteru chrání dno před účinky větrů, které vysušují většinu ostrova a vytvářejí zvláštní mikroklima.
Ačkoliv dnes je kráter zcela neaktivní, začátkem dvacátého století vyfotil islandský návštěvník sloup páry, vycházející z kráteru.
Kráter je tvořen čedičovou lávou vyvřelou v pleistocénu spolu s mladšími horninami se stářím mezi 150 000 a 210 000 lety. Kromě čediče jsou stěny kráteru tvořeny též obsidiánem, který byl hlavní surovinou pro stavební práce domorodců a pemzou.
Větší část bočních stěn kráteru spadá do moře a je erodovaná vodou. Stěny kráteru jsou v nejjižnější části značně oderodovány, takže horní okraj kráteru je již o několik desítek metrů níže, než na ostatních místech. Severní strana kráteru se svažuje směrem k mezinárodnímu letišti Mataveri.

## Kráterové jezero

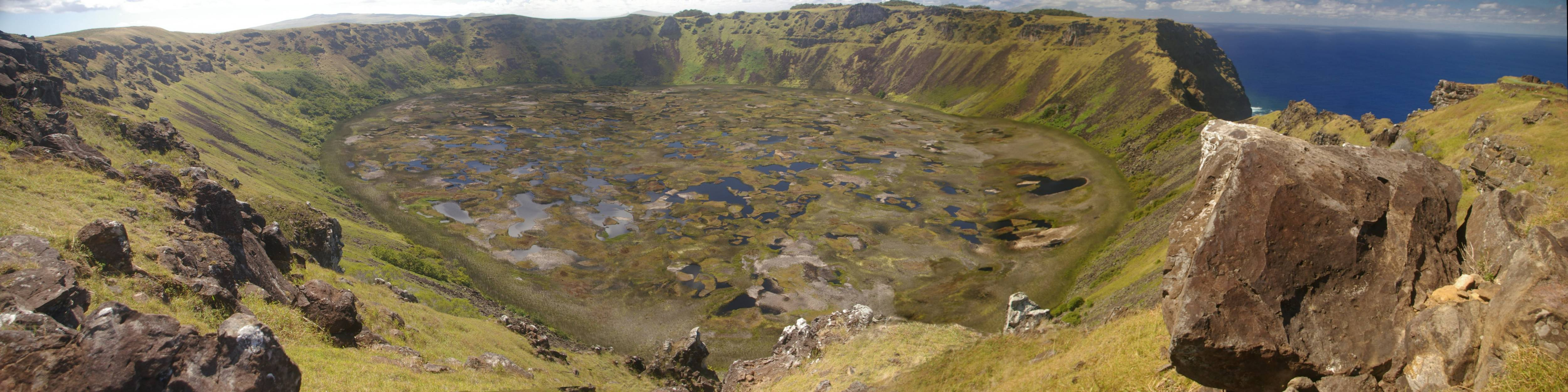
Kráterové jezero vulkánu Rano Kau

Dno kráteru je vyplněno kráterovým jezerem se sladkou srážkovou vodou. Hladina jezera je ve výšce zhruba 120 m n. m. Jezero má průměr cca 1000 m, plochu 100 ha. Předpokládá se, že maximální hloubka jezera je 30 metrů, avšak bujná vegetace na hladině znemožňuje tento údaj ověřit. Více než 80 % povrchu vody je pokryto plovoucími ostrůvky rašeliny a rákosí totora (Scirpus tautara), které je typickou původní rostlinou Velikonočního ostrova a vyskytovalo se zde již před více než 30 000 lety. Voda jezera je kyselá, pH=4,65.

## Fauna
Z ptáků v okolí kráteru žije dijuka obecná (Diuca diuca) a příležitostně kráter navštěvuje faeton červenoocasý (Phaethon rubricauda).

## Vegetace kráteru
Po vykácení lesů na celém ostrově původním obyvatelstvem, přežilo pouze na vnitřních svazích kráteru Rano Kau nepatrné množství stromové vegetace až do 18. století, kdy došlo k prvnímu kontaktu domorodců s evropskou civilizací. Během přistání Jamese Cooka roku 1774 na ostrově, účastník výpravy, etnolog Georg Forster zdokumentoval poslední zbytky dnes již ve volné přírodě vymřelého stromu toromiro (Sophora toromiro). Dnes na celém světě roste v botanických zahradách pouze jen asi 20 exemplářů stromu toromiro. Roku 1917 byl na vnitřním svahu kráteru Rano Kau objeven jeho poslední exemplář, který zde přežil až do roku 1962, kdy byl pokácen jako palivové dřevo.

## Archeologické lokality

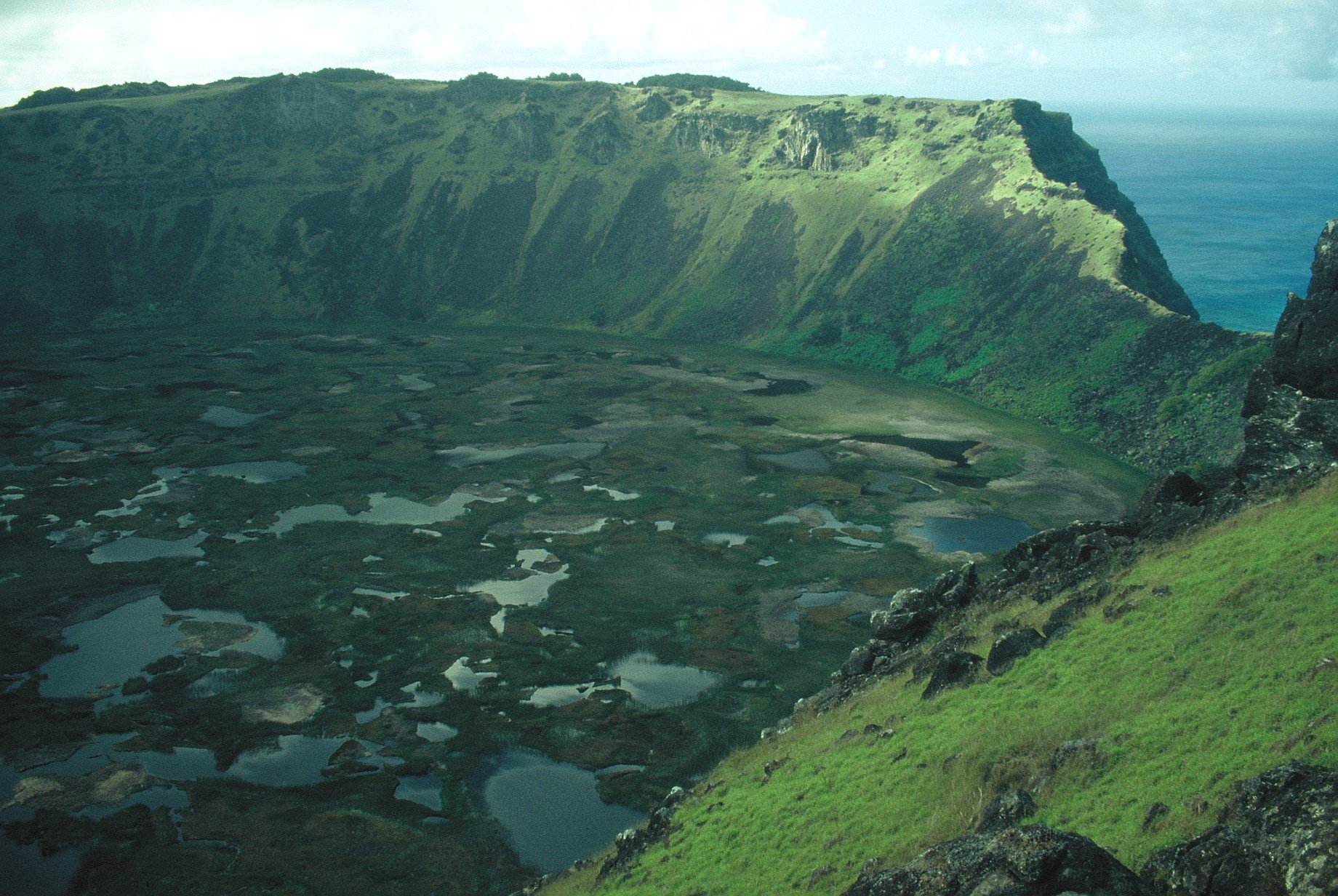
Pohled na kráter Rano Kau z přístupové cesty k Orongu s průrvou na hřebenu, způsobenou mořskou erozí stěn kráteru

- Na jihozápadní části hřebenu kráteru se nachází významná archeologická lokalita, obřadní vesnice Orongo mající vztah s kultem Ptačího muže. Vedle přibližně 50 kamenných domů se na okolních skalách nacházejí petroglyfy znázorňující Ptačího muže.
- Z roku 1880 je záznam o jedné ahu, plošině s několika sochami moai, která se nalézala na útesech Rano Kau, avšak zřítila se v době přítomnosti expedice Katherine Routledgeové v roce 1914.[5]

## Výzkum kráteru
- John Flenley, profesor na Masseyské universitě v Palmerston North na Novém Zélandu v sedmdesátých a osmdesátých letech 20. století provedl řadu vrtu v jezerech kráterů Rano Kau, Rano Raraku i Rano Aroi a analyzoval odebrané sedimenty naváté do jezer z rozličných míst ostrova. Nejprůkaznější byly vzorky odebrané z kráteru Rano Kau, které dokázaly, že ostrov byl zalesněn desítky tisíc let před tím, než byly lesy zničeny a proces odlesnění probíhal mezi lety 800 a 1500 n. l.[6]
- V roce 1992 Steffen a Palma prováděli limnologický výzkum ve všech kráterových jezerech na ostrově.